# Richard Barrow
Richard Barrow, britanski general, * 26. februar 1897, † 10. september 1977.